# IC 2587
IC 2587 је елиптична галаксија у сазвјежђу Шмрк (Пумпа) која се налази на листи објеката дубоког неба у Индекс каталогу.
Деклинација објекта је - 34° 33' 46" а ректасцензија 10h 30m 59,5s. Привидна величина (магнитуда) објекта IC 2587 износи 12,3 а фотографска магнитуда 13,3. IC 2587 је још познат и под ознакама ESO 375-51, MCG -6-23-47, IRAS 10287-3418, PGC 31020.